# Vingt-et-unième district congressionnel de Californie
Le 21e district congressionnel de Californie est un district de l'État américain de Californie. Il est situé dans la Vallée de San Joaquin et comprend des parties du Comté de Fresno et du Comté de Tulare. Les villes du district comprennent la majorité de Fresno, le côté nord de Visalia et l'ensemble de Sanger, Selma, Kingsburg, Parlier, Reedley, Orange Cove, Dinuba, Orosi, Cutler, Farmersville, Woodlake et Exeter. Le district est actuellement représenté par le Démocrate Jim Costa.

## Démographie
Selon les outils de profil des électeurs de l'APM Research Lab (avec l'enquête sur la communauté américaine de 2019 du Bureau du Recensement des États-Unis), le district comptait environ 377 000 électeurs potentiels (citoyens, âgés de 18 ans et plus). Parmi ceux-ci, 63% sont latinos, tandis que 26% sont blancs. Les immigrés représentent 16% des électeurs potentiels du district. Le revenu médian des ménages (avec un ou plusieurs électeurs potentiels) dans le district est d'environ 51 500 $, tandis que 15 % des ménages vivent en dessous du seuil de pauvreté. En ce qui concerne le niveau d'instruction des électeurs potentiels du district, 23 % des personnes âgées de 25 ans et plus n'ont pas obtenu de diplôme d'études secondaires, tandis que 12 % détiennent un baccalauréat ou un diplôme supérieur.

## Géographie
| #   | Comté  | Siège   | Population |
| --- | ------ | ------- | ---------- |
| 19  | Fresno | Fresno  | 1 017 162  |
| 107 | Tulare | Visalia | 479 468    |

### Villes et Census-designated places de 10 000 habitants ou plus
- Fresno - 542 107
- Visalia 141 384
- Sangler - 26 617
- Reedley - 25 227
- Selma - 24 674
- Dinuba - 24 563
- Parlier 18 494
- Kinsgburg - 12 380
- Farmersville - 10 382
- Exeter - 10 324

### Villes de 2500 à 10 000 personnes
- Orange Cove - 9649
- Orosi - 8329
- Woodlake - 7419
- Fowler - 6700
- Old Fig Garden - 5477
- Goshen - 4968
- Mayfair - 4831
- Sunnyside - 4627
- Cutler - 4480
- Ivanhoe - 4198

## Historique de vote
| Année | Poste                  | Résultats                   |
| ----- | ---------------------- | --------------------------- |
| 2008  | Président              | Obama 51,5 % - 45,7 %       |
| 2010  | Gouverneur             | Brown 47,5 % - 43,8 %       |
| 2010  | Sénateur               | Fiorina 49,9 % - 39,5 %     |
| 2010  | Ministre de la Justice | Cooley (en) 48,9 % - 37,2 % |
| 2010  | Trésorier              | Lockyer 49,7 % - 38,7 %     |
| 2010  | Contrôleur             | Chiang (en) 50,1 % - 37,8 % |
| 2012  | Président              | Obama 54,6 % - 43,5 %       |
| 2012  | Sénateur               | Feinstein 55,6 % – 44,4 %   |
| 2014  | Gouverneur             | Brown 52,4 % - 47,6 %       |
| 2016  | Président              | Clinton 55,2 % - 39,7 %     |
| 2016  | Sénateur               | Sanchez 56,7 % - 43,3 %     |
| 2018  | Gouverneur             | Newsom 52,1 % - 47,9%       |
| 2018  | Sénateur               | de Leon (en) 57,0 % - 43,0% |
| 2020  | Président              | Biden 54,4 % - 43,5 %       |
| 2021  | Recall                 | Oui 51,4 % - 48,6 %         |
| 2022  | Gouverneur             | Newsom 50,9 % - 49,1 %      |
| 2022  | Sénat                  | Padilla 53,5 % - 46,5 %     |

## Liste des Représentants du district
| Membre                           | Parti       | Années                          | Congrès            | Histoire électorale | Zone géographique                                                                            |
| -------------------------------- | ----------- | ------------------------------- | ------------------ | --- | -------------------------------------------------------------------------------------------- |
| District créée le 3 janvier 1943 |             |                                 |                    | |                                                                                              |
| Harry R. Sheppard (en)           | Démocrate   | 3 janvier 1943 - 3 janvier 1953 | 78e - 82e          | Redécoupage depuis le 19e district et réélection en 1942. Réélu en 1944. Réélu en 1946. Réélu en 1948. Réélu en 1950. Redécoupage vers le 27e district. | 1943–1953 Los Angeles (Partie Nord) , San Bernardino                                         |
| Edgar W. Hiestand (en)           | Républicain | 3 janvier 1953 - 3 janvier 1963 | 83e - 87e          | Élu en 1952. Réélu en 1954. Réélu en 1956. Réélu en 1958. Réélu en 1960. Redécoupage vers le 27e district et perd sa réélection.                        | 1953–1983 Los Angeles                                                                        |
| Augustus Hawkins (en)            | Démocrate   | 3 janvier 1963 - 3 janvier 1975 | 88e - 93e          | Élu en 1962. Réélu en 1964. Réélu en 1966. Réélu en 1968. Réélu en 1970. Réélu en 1972. Redécoupage vers le 29e district.                               | 1953–1983 Los Angeles                                                                        |
| James C. Corman (en)             | Démocrate   | 3 janvier 1975 - 3 janvier 1981 | 94-9694e - 96e     | Redécoupage depuis le 22e district et réélu en 1974. Réélu en 1976. Réélu en 1978. Pers sa réélection.                                                  | 1953–1983 Los Angeles                                                                        |
| Bobbi Fiedler (en)               | Républicain | 3 janvier 1981 - 3 janvier 1983 | 97e                | Élue en 1980. Réélue en 1982. Réélue en 1984. Retrait pour se présenter comme Sénatrice des États-Unis.                                                 | 1953–1983 Los Angeles                                                                        |
| Bobbi Fiedler (en)               | Républicain | 3 janvier 1983 - 3 janvier 1987 | 98e , 99e          | Élue en 1980. Réélue en 1982. Réélue en 1984. Retrait pour se présenter comme Sénatrice des États-Unis.                                                 | 1983–1993 Los Angeles (Partie Ouest de la Vallée de San Fernando) , Ventura (Partie Sud-Est) |
| Elton Gallegly (en)              | Républicain | 3 janvier 1987 - 3 janvier 1993 | 100e - 102e        | Élu en 1986. Réélu en 1988. Réélu en 1990. Redécoupage vers le 23e district.                                                                            | 1983–1993 Los Angeles (Partie Ouest de la Vallée de San Fernando) , Ventura (Partie Sud-Est) |
| Bill Thomas                      | Républicain | 3 janvier 1993 - 3 janvier 2003 | 103e - 107e        | Redécoupage depuis le 20e district et réélu en 1992. Réélu en 1994. Réélu en 1996. Réélu en 1998. Réélu en 2000. Redécoupage vers le 22e district.      | 1993–2003 Kern, Tulare (Partie Est)                                                          |
| Devin Nunes                      | Républicain | 3 janvier 2003 - 3 janvier 2013 | 108-112108e - 112e | Élu en 2002. Réélu en 2004. Réélu en 2006. Réélu en 2008. Réélu en 2010. Redécoupage vers le 22e district.                                              | 2003–2013 Fresno (Partie Est), Tulare                                                        |
| David Valadao                    | Républicain | 3 janvier 2013 - 3 janvier 2019 | 113e - 115e        | Élu en 2012. Réélu en 2014. Réélu en 2016. Perds sa réélection.                                                                                         | 2013–2023 Kings, Fresno (en partie), Kern et Tulare                                          |
| TJ Cox                           | Démocrate   | 3 janvier 2019 - 3 janvier 2021 | 116e               | Élu en 2018. Perd sa réélection. | 2013–2023 Kings, Fresno (en partie), Kern et Tulare                                          |
| David Valadao                    | Républicain | 3 janvier 2021 - 3 janvier 2023 | 117e               | Élu en 2020. Redécoupage vers le 22e district. | 2013–2023 Kings, Fresno (en partie), Kern et Tulare                                          |
| Jim Costa                        | Démocrate   | 3 janvier 2023 - en cours       | 118e - 119e        | Redécoupage depuis le 16e district et réélu en 2022. Réélu en 2024.                                                                                     | 2023–en cours Le centre de la vallée de San Joaquin entre Fresno et Visalia                  |

## Résultats des récentes élections
Voici les résultats des dix précédents cycles électoraux dans le district.

### 2004
| Élection de 2004 du 21e district congressionnel de Californie | Élection de 2004 du 21e district congressionnel de Californie | Élection de 2004 du 21e district congressionnel de Californie | Élection de 2004 du 21e district congressionnel de Californie | Élection de 2004 du 21e district congressionnel de Californie |
| ------------------------------------------------------------- | ------------------------------------------------------------- | ------------------------------------------------------------- | ------------------------------------------------------------- | ------------------------------------------------------------- |
| Parti                                                         | Parti                                                         | Candidat                                                      | Votes                                                         | %                                                             |
|                                                               | Républicain                                                   | Devin Nunes (sortant)                                         | 140 721                                                       | 73,2                                                          |
|                                                               | Démocrate                                                     | Fred B. Davis                                                 | 51 594                                                        | 26,8                                                          |
| Total des votes                                               | Total des votes                                               | Total des votes                                               | 192 315                                                       | 100%                                                          |
|                                                               | Les Républicains conservent                                   |                                                               |                                                               |                                                               |

### 2006
| Élection de 2006 du 21e district congressionnel de Californie | Élection de 2006 du 21e district congressionnel de Californie | Élection de 2006 du 21e district congressionnel de Californie | Élection de 2006 du 21e district congressionnel de Californie | Élection de 2006 du 21e district congressionnel de Californie |
| ------------------------------------------------------------- | ------------------------------------------------------------- | ------------------------------------------------------------- | ------------------------------------------------------------- | ------------------------------------------------------------- |
| Parti                                                         | Parti                                                         | Candidat                                                      | Votes                                                         | %                                                             |
|                                                               | Républicain                                                   | Devin Nunes (sortant)                                         | 95 214                                                        | 66,8                                                          |
|                                                               | Démocrate                                                     | Steven Haze                                                   | 42 718                                                        | 29,9                                                          |
|                                                               | Vert                                                          | John Roger Miller                                             | 4729                                                          | 3,3                                                           |
| Total des votes                                               | Total des votes                                               | Total des votes                                               | 142 661                                                       | 100%                                                          |
|                                                               | Les Républicains conservent                                   |                                                               |                                                               |                                                               |

### 2008
| Élection de 2008 du 21e district congressionnel de Californie | Élection de 2008 du 21e district congressionnel de Californie | Élection de 2008 du 21e district congressionnel de Californie | Élection de 2008 du 21e district congressionnel de Californie | Élection de 2008 du 21e district congressionnel de Californie |
| ------------------------------------------------------------- | ------------------------------------------------------------- | ------------------------------------------------------------- | ------------------------------------------------------------- | ------------------------------------------------------------- |
| Parti                                                         | Parti                                                         | Candidat                                                      | Votes                                                         | %                                                             |
|                                                               | Républicain                                                   | Devin Nunes (sortant)                                         | 143 498                                                       | 68,4                                                          |
|                                                               | Démocrate                                                     | Larry Johnson                                                 | 66 317                                                        | 31,6                                                          |
| Total des votes                                               | Total des votes                                               | Total des votes                                               | 209 815                                                       | 100%                                                          |
|                                                               | Les Républicains conservent                                   |                                                               |                                                               |                                                               |

### 2010
| Élection de 2010 du 21e district congressionnel de Californie | Élection de 2010 du 21e district congressionnel de Californie | Élection de 2010 du 21e district congressionnel de Californie | Élection de 2010 du 21e district congressionnel de Californie | Élection de 2010 du 21e district congressionnel de Californie |
| ------------------------------------------------------------- | ------------------------------------------------------------- | ------------------------------------------------------------- | ------------------------------------------------------------- | ------------------------------------------------------------- |
| Parti                                                         | Parti                                                         | Candidat                                                      | Votes                                                         | %                                                             |
|                                                               | Républicain                                                   | Devin Nunes (sortant)                                         | 135 979                                                       | 100                                                           |
|                                                               | Les Républicains conservent                                   |                                                               |                                                               |                                                               |

### 2012
| Élection de 2012 du 21e district congressionnel de Californie | Élection de 2012 du 21e district congressionnel de Californie | Élection de 2012 du 21e district congressionnel de Californie | Élection de 2012 du 21e district congressionnel de Californie | Élection de 2012 du 21e district congressionnel de Californie |
| ------------------------------------------------------------- | ------------------------------------------------------------- | ------------------------------------------------------------- | ------------------------------------------------------------- | ------------------------------------------------------------- |
| Parti                                                         | Parti                                                         | Candidat                                                      | Votes                                                         | %                                                             |
|                                                               | Républicain                                                   | David Valadao                                                 | 67 164                                                        | 57,8                                                          |
|                                                               | Démocrate                                                     | John Hernandez                                                | 49 119                                                        | 42,2                                                          |
| Total des votes                                               | Total des votes                                               | Total des votes                                               | 116 283                                                       | 100%                                                          |
|                                                               | Les Républicains conservent                                   |                                                               |                                                               |                                                               |

### 2014
| Élection de 2014 du 21e district congressionnel de Californie | Élection de 2014 du 21e district congressionnel de Californie | Élection de 2014 du 21e district congressionnel de Californie | Élection de 2014 du 21e district congressionnel de Californie | Élection de 2014 du 21e district congressionnel de Californie |
| ------------------------------------------------------------- | ------------------------------------------------------------- | ------------------------------------------------------------- | ------------------------------------------------------------- | ------------------------------------------------------------- |
| Parti                                                         | Parti                                                         | Candidat                                                      | Votes                                                         | %                                                             |
|                                                               | Républicain                                                   | David Valadao (sortant)                                       | 45 907                                                        | 57,8                                                          |
|                                                               | Démocrate                                                     | Amanda Renteria                                               | 33 470                                                        | 42,2                                                          |
| Total des votes                                               | Total des votes                                               | Total des votes                                               | 79 377                                                        | 100%                                                          |
|                                                               | Les Républicains conservent                                   |                                                               |                                                               |                                                               |

### 2016
| Élection de 2016 du 21e district congressionnel de Californie | Élection de 2016 du 21e district congressionnel de Californie | Élection de 2016 du 21e district congressionnel de Californie | Élection de 2016 du 21e district congressionnel de Californie | Élection de 2016 du 21e district congressionnel de Californie |
| ------------------------------------------------------------- | ------------------------------------------------------------- | ------------------------------------------------------------- | ------------------------------------------------------------- | ------------------------------------------------------------- |
| Parti                                                         | Parti                                                         | Candidat                                                      | Votes                                                         | %                                                             |
|                                                               | Républicain                                                   | David Valadao (sortant)                                       | 75 126                                                        | 56,7                                                          |
|                                                               | Démocrate                                                     | Emilio Huerta                                                 | 57 282                                                        | 43,3                                                          |
| Total des votes                                               | Total des votes                                               | Total des votes                                               | 132 408                                                       | 100%                                                          |
|                                                               | Les Républicains conservent                                   |                                                               |                                                               |                                                               |

### 2018
| Élection de 2018 du 21e district congressionnel de Californie | Élection de 2018 du 21e district congressionnel de Californie | Élection de 2018 du 21e district congressionnel de Californie | Élection de 2018 du 21e district congressionnel de Californie | Élection de 2018 du 21e district congressionnel de Californie |
| ------------------------------------------------------------- | ------------------------------------------------------------- | ------------------------------------------------------------- | ------------------------------------------------------------- | ------------------------------------------------------------- |
| Parti                                                         | Parti                                                         | Candidat                                                      | Votes                                                         | %                                                             |
|                                                               | Démocrate                                                     | TJ Cox                                                        | 57 239                                                        | 50,4                                                          |
|                                                               | Républicain                                                   | David Valadao (sortant)                                       | 56 377                                                        | 49,6                                                          |
| Total des votes                                               | Total des votes                                               | Total des votes                                               | 113 616                                                       | 100%                                                          |
|                                                               | Les Démocrates prennent aux Républicains                      |                                                               |                                                               |                                                               |

### 2020
| Élection de 2020 du 21e district congressionnel de Californie | Élection de 2020 du 21e district congressionnel de Californie | Élection de 2020 du 21e district congressionnel de Californie | Élection de 2020 du 21e district congressionnel de Californie | Élection de 2020 du 21e district congressionnel de Californie |
| ------------------------------------------------------------- | ------------------------------------------------------------- | ------------------------------------------------------------- | ------------------------------------------------------------- | ------------------------------------------------------------- |
| Parti                                                         | Parti                                                         | Candidat                                                      | Votes                                                         | %                                                             |
|                                                               | Républicain                                                   | David Valadao                                                 | 85 928                                                        | 50,45                                                         |
| a                                                             | Démocrate                                                     | TJ Cox (sortant)                                              | 84 406                                                        | 49,55                                                         |
| Total des votes                                               | Total des votes                                               | Total des votes                                               | 170 334                                                       | 100%                                                          |
|                                                               | Les Républicains prennent aux Démocrates                      |                                                               |                                                               |                                                               |

### 2022
La Californie a tenu sa Primaire Jungle le 7 juin 2022, selon ce système de Primaire, tous les candidats sont sur le même bulletin de vote, et les deux arrivés en tête s'affronteront le jour de l'Élection Générale, à savoir le 8 novembre 2022.
| Primaire Jungle 2022 du 21e district congressionnel de Californie | Primaire Jungle 2022 du 21e district congressionnel de Californie | Primaire Jungle 2022 du 21e district congressionnel de Californie | Primaire Jungle 2022 du 21e district congressionnel de Californie | Primaire Jungle 2022 du 21e district congressionnel de Californie |
| ----------------------------------------------------------------- | ----------------------------------------------------------------- | ----------------------------------------------------------------- | ----------------------------------------------------------------- | ----------------------------------------------------------------- |
| Parti                                                             | Parti                                                             | Candidat                                                          | Votes                                                             | %                                                                 |
|                                                                   | Démocrate                                                         | Jim Costa                                                         | 33 850                                                            | 47,0                                                              |
|                                                                   | Républicain                                                       | Michael Maher                                                     | 19 040                                                            | 26,4                                                              |
|                                                                   | Républicain                                                       | Matt Stoll                                                        | 11 931                                                            | 16,6                                                              |
|                                                                   | Démocrate                                                         | Eric Garcia                                                       | 7239                                                              | 10,00                                                             |

| Élection de 2022 du 21e district congressionnel de Californie | Élection de 2022 du 21e district congressionnel de Californie | Élection de 2022 du 21e district congressionnel de Californie | Élection de 2022 du 21e district congressionnel de Californie | Élection de 2022 du 21e district congressionnel de Californie |
| ------------------------------------------------------------- | ------------------------------------------------------------- | ------------------------------------------------------------- | ------------------------------------------------------------- | ------------------------------------------------------------- |
| Parti                                                         | Parti                                                         | Candidat                                                      | Votes                                                         | %                                                             |
|                                                               | Démocrate                                                     | Jim Costa                                                     | 68 074                                                        | 54,2                                                          |
|                                                               | Républicain                                                   | Michael Maher                                                 | 57 573                                                        | 45,8                                                          |
| Total des votes                                               | Total des votes                                               | Total des votes                                               | 125 647                                                       | 100%                                                          |
|                                                               | Les Démocrates conservent                                     |                                                               |                                                               |                                                               |

### 2024
La Californie a tenu sa Primaire Jungle le 5 mars 2024, selon ce système de Primaire, tous les candidats sont sur le même bulletin de vote, et les deux arrivés en tête s'affronteront le jour de l'Élection Générale, à savoir le 5 novembre 2024.
| Primaire Jungle 2024 du 21e district congressionnel de Californie | Primaire Jungle 2024 du 21e district congressionnel de Californie | Primaire Jungle 2024 du 21e district congressionnel de Californie | Primaire Jungle 2024 du 21e district congressionnel de Californie | Primaire Jungle 2024 du 21e district congressionnel de Californie |
| ----------------------------------------------------------------- | ----------------------------------------------------------------- | ----------------------------------------------------------------- | ----------------------------------------------------------------- | ----------------------------------------------------------------- |
| Parti                                                             | Parti                                                             | Candidat                                                          | Votes                                                             | %                                                                 |
|                                                                   | Démocrate                                                         | Jim Costa                                                         | 42 697                                                            | 53,0                                                              |
|                                                                   | Républicain                                                       | Michael Maher                                                     | 37 935                                                            | 47,0                                                              |

| Élection de 2024 du 21e district congressionnel de Californie | Élection de 2024 du 21e district congressionnel de Californie | Élection de 2024 du 21e district congressionnel de Californie | Élection de 2024 du 21e district congressionnel de Californie | Élection de 2024 du 21e district congressionnel de Californie |
| ------------------------------------------------------------- | ------------------------------------------------------------- | ------------------------------------------------------------- | ------------------------------------------------------------- | ------------------------------------------------------------- |
| Parti                                                         | Parti                                                         | Candidat                                                      | Votes                                                         | %                                                             |
|                                                               | Républicain                                                   | Jim Costa (sortant)                                           | 102 798                                                       | 52,6                                                          |
|                                                               | Démocrate                                                     | Michael Maher                                                 | 92 733                                                        | 47,4                                                          |
| Total des votes                                               | Total des votes                                               | Total des votes                                               | 195 531                                                       | 100 %                                                         |
|                                                               | Les Démocrates conservent                                     |                                                               |                                                               |                                                               |